# Diplotychus longulus
Diplotychus longulus là một loài nhện trong họ Thomisidae.
Loài này thuộc chi Diplotychus. Diplotychus longulus được Eugène Simon miêu tả năm 1903.